# Nagy Elek (lelkész, 1887–1957)
Nagy Elek (Székelykeresztúr, 1887. június 7. – Nagybacon, 1957. december 20.) romániai magyar református lelkész.

## Élete
Középiskoláit 1905-ben a székelyudvarhelyi Református Kollégiumban végezte, majd 1910-ben a kolozsvári Református Teológián szerzett lelkészi képesítést. Segédlelkész volt Szilágysomlyón, Zsibón; parókus lelkész Kissolymoson, Kányádban, Nagybaconban. 1916-1919 között Kányádban a Fogyasztási és Hitelszövetkezet elnöke volt.
Megírta a nagybaconi Hitelszövetkezet történetét, amely folytatásokban az Erdővidéki Hírlapban jelent meg. Ugyanitt cikkei, esperesi jelentései is napvilágot láttak.